# Odostomia contrerasi
Odostomia contrerasi är en snäckart som beskrevs av Baker, Hanna och Strong 1928. Odostomia contrerasi ingår i släktet Odostomia och familjen Pyramidellidae. Inga underarter finns listade i Catalogue of Life.